# Гаймінг
Гаймінг (нім. Haiming) —  громада округу Імст у землі Тіроль, Австрія.
Гаймінг лежить на висоті  670 м над рівнем моря і займає площу  40,2 км². Громада налічує 4458 мешканців. 
Густота населення 111/км².  
|                                  |
| Гаймінг на мапі округу та землі. |

 Адреса управління громади: Siedlungsstraße 2, 6425 Haiming (Tirol). 

## Демографія
Історична динаміка населення міста за даними сайту Statistik Austria

## Виноски
1. ↑  Dauersiedlungsraum der Gemeinden Politischen Bezirke und Bundesländer - Gebietsstand 1.1.2018 — Статистичне управління Австрії.
2. ↑  Einwohnerzahl 1.1.2018 nach Gemeinden mit Status, Gebietsstand 1.1.2018 — Статистичне управління Австрії.
3. ↑  www.haiming.tirol.gv.at. Архів оригіналу за 28 грудня 2021. Процитовано 22 листопада 2021.
4. ↑  Gemeindedaten von Haiming (Tirol). Архів оригіналу за 27 квітня 2021. Процитовано 21 липня 2013.

| Австрія | Це незавершена стаття з географії Австрії. Ви можете допомогти проєкту, виправивши або дописавши її. |